# Konjevići (Čačak)
Konjevići (Servisch cyrillisch Коњевићи) is een plaats in de Servische gemeente Čačak. De plaats telt 788 inwoners (2002).